# Броњол (Верона)
Броњол је насеље у Италији у округу Верона, региону Венето.
Према процени из 2011. у насељу је живело 13 становника. Насеље се налази на надморској висини од 109 м.